# Arcuphantes tsushimanus
Arcuphantes tsushimanus är en spindelart som beskrevs av Ono och Saito 200. Arcuphantes tsushimanus ingår i släktet Arcuphantes och familjen täckvävarspindlar. Inga underarter finns listade i Catalogue of Life.